# Seznam skladeb Milije Alexejeviče Balakireva
Tento seznam skladeb Milije Alexejeviče Balakireva je řazen podle žánru.

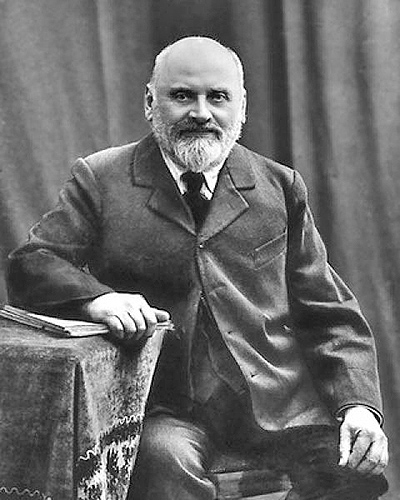
Milij Aleksejevič Balakirev

## Orchestrální skladby
- Velká fantasie na ruské lidové písně pro klavír a orchestr Des-dur, op.4 (1852)
- Klavírní koncert č. 1 in Fis-moll, op.1 (1855-56)
- Předehra na téma španělského pochodu, op.6 (1857, rev. 1886)
- Předehra na ruské téma č. 1 (1857-58. rev. 1882)
- Předehra na ruské téma č. 2 (1863-64)
- Symfonie č. 1 C-dur (1864-66)
- Předehra na české téma (V Čechách), symfonická báseň na tři české národní písně (1866-67)
- Tamara, symfonická báseň (1867-82)
- Symfonie č. 2 d-moll (1900-08)
- Chopinská suita (suita sestavená ze čtyř skladeb Fryderyka Chopina (1909)
- Hudba k tragédii Král Lear Williama Shakespeara (1858-61)
- 1000 let (Rus), symfonická báseň

## Komorní hudba
- Oktet, op.3 (1855-56)
- Romance pro violoncello a klavír (1856)
- Impromptu pro housle a klavír

## Klavírní skladby
- Reminiscence na operu Michaila Ivanoviče Glinky Život za cara (Ivan Susanin) (1854-55, rev. 1899)
- Fandango-Etude (1856), rev. 1902 jako Španělská serenáda
- Scherzo č. 1 b-moll (1856)
- Polka fis-moll (1859)
- Impromptu f-moll (1850-60)
- Suita (pro čtyři ruce, 1850-60)
- Mazurka č. 1 As-dur (1861)
- Mazurka č.2 cis-moll (1861)
- Na Volze (pro čtyři ruce, 1863)
- Skřivan, romance podle Glinky (1864)
- Islamey, orientální fantasie (1869)
- Na zahradě (etuda v Des-dur, 1884)
- Mazurka č. 3 h-moll (1886)
- Mazurka č. 4 Ges-dur (1886)
- Nocturne č. 1 iB-moll (1898)
- Divočina, romance (1898)
- 30 ruských lidových písní (pro čtyři ruce, 1898)
- Dumka es-moll (1900)
- Mazurka č. 5 D-dur (1900)
- Scherzo č. 2 b-moll (1900)
- Waltz č. 1 Valse di Bravura G-dur (1900)
- Waltz č. 2 Valse mélancolique f-moll (1900)
- Klavírní sonáta č. 2 (1900-05)
- Gondoliérova píseň a-moll (1901)
- Nocturno č. 2 h-moll (1901)
- Scherzo č. 3 Fis-dur (1901)
- Waltz č. 3 Valse-Impromptu D-dur (1901)
- Tarantella H-dur (1901)
- Berceuse Des-dur (1902)
- Capriccio D-dur (1902)
- Fantastická skladby Des-dur (1902)
- Mazurka č. 6 As-dur (1902)
- Nocturno č. 3 d-moll (1902)
- Španělská melodie (1902)
- Španělská serenáda (1902)
- Toccata cis-moll (1902)
- Tyrolský tanec fis-moll (1902)
- Waltz č. 4 B-dur (1902)
- Rybářova píseň h-moll (1903)
- Humoreska D-dur (1903)
- Rêverie F-dur (1903)
- Waltz č. 5 Des-dur (1903)
- Waltz č. 6 fis-moll (1903-04)
- La Fileuse b-moll (1906)
- Mazurka č. 7 es-moll (1906)
- Novellette A-dur (1906)
- Waltz č. 7 gis-moll (1906)
- Impromptu na Chopinova preludia es-moll a H-dur (1907)
- Esquisses, sonatina G-dur (1909)

## Vokální skladby
Sbor a orchestr
- Lullaby, č. 4 z 20 písní (1898)
- Gruzínská píseň, č. 19 z 20 písní (1860-70)
- Sen 20 z 20 písní (1906)
- Prologue, č. 1 z 10 Lieder von 1903/04 (1906)
- Kantáta k odhalení Glinkova památníku v Petrohradě (1904)

Písně
- 3 zapomenuté písně (1855)
- 20 písní na slova různých básníků (1858-64)
- 10 písní na slova různých básníků (1895-96)
- 40 populárních ruských písni
- 8 písní na slova různých básníků (1903-04)
- 2 Posthumous Romances (1909)
- Bezhvězdná půnoc dýchala chladem (slova Alexej Chomjakov)
- 7. listopad (slova Alexej Chomjakov)

Jiná vokální díla
- 6 Antifon1880-1890)
- Kristus je vzkříšen (1887, 1906)
- Hymnus na počest velkovévody Georgije Vsevolodoviče (1889)
- Zlaté časy odplynuly (1891)
- Hymnus na počest Polotského dívčí školy (1898)
- Ve stínu Tvého milosrdenství (1899)
- Ruská modlitba (1899)
- Chvála Všemocnému Bohu (1902)
- Školní hymna pro ženský a dětský sbor (1902)
- Navždy sbohem, naše nezapomenutelné nebe (1908)

## Fragmenty a nedokončená díla
- Septet (1852)
- Smyčcový kvartet op. 2 (1854-55)
- Klavírní sonáta č. 1 b-moll, op. 5 (1856-57)
- Polonaise-Fantasie pro orchestr (1857)
- Žlutý list se třese (tříhlasý sbor podle Lermontova, 1860-70)
- Klavírní koncert č. 2 Es-dur (1861-62, dokončil Sergej Michajlovič Ljapunov, 1906-1909)
- Fénix, opera (1864)
- Suita h-moll (dokončil Sergej Michajlovič Ljapunov 1901-08)